# Adrian Buchowski
Adrian Buchowski (ur. 30 września 1991 w Zielonej Górze) – polski siatkarz, grający na pozycji przyjmującego. 

## Sukcesy reprezentacyjne
Olimpijski Festiwal Młodzieży Europy:
- 2009

Liga Europejska:
- 2015

## Nagrody indywidualne
- 2009: Najlepszy punktujący Mistrzostw Europy Kadetów[6]